# Quartier Zone d'Activité Bastillac-Cognac (Tarbes)
La zone d'Activité Bastillac-Cognac est un quartier de la ville de Tarbes, dans le département français des Hautes-Pyrénées, situé à l'ouest de la ville.

## Géographie
Le quartier est situé entre la commune d'Ibos à l'ouest et les quartiers d'Urac-Sendère, de Solazur et de La Gespe à l'est.
Il est parcouru dans toute sa longueur du sud au nord par le ruisseau de l'Échez.

## Histoire
C'est en 1996 grâce à l'ancien maire de Tarbes, Raymond Erraçarret, que la création de la Zone d'Activité Bastillac est démarrée.

## Morphologie urbaine
Le secteur comprend différentes zones d'activités, entreprises logistiques, activités technologiques, négoces de services, commerces et services du quotidien …
Le quartier contient les secteurs : Bastillac, Cognac, Lalette, Garonnère.

## Évolution démographique
| 2012 | 2015 | 2019 |
| ---- | ---- | ---- |
| 200  | 269  | 263  |

## Parcs et places
- La partie ouest du parc Raymond-Erraçarret qui comprend les jardins de quartier.

## Enseignement

### Lycées
- Lycée public Lautréamont.
- STAPS.

## Infrastructures

### Sportives
- Gymnase Lautréamont.
- Maison Régionale de l'Escrime siège de l'Amicale tarbaise d'escrime.
- Maison des Arts Martiaux.

## Transports
C'est l'entreprise Keolis qui exploite les lignes urbaines de bus de Tarbes, depuis le 17 octobre 2020.
La rocade sud de Tarbes passe au sud de la zone industrielle.